# Minija (ves)
Minija, jinak také Mingė, řidčeji Minė, je rybářská vesnice říčního (komunikačního) typu, rozložená podél obou břehů dolního toku řeky Minija, v okrese Šilutė. Její nadřízený správní celek (seniūnija) je 7 km na sever vzdálený městys Kintai, na území Regionálního parku Němenské delty. Pro unikátní okolí, styl života a cestování je také nazývána "Litevskými Benátkami". Ve vsi není most (ani v okolí), převažující způsob dopravy je lodní – včetně nákupů, návštěvy sousedů, cesty do školy. Ves má dobré lodní spojení s Rusne, Ventė, Nidou a dalšími lázenskými a turistickými místy na Kurské kose, na pevninském břehu Kurského zálivu a na březích ostrova Rusnė. Je zde přístav pro motorové čluny, výletní lodi a jachty. V poslední době zde vzkvétá vodní turistika, o turisty pečuje společnost "Mingės egzotika“.

## Okolí
- Krokų Lanka je laguna, původně zátoka Kurského zálivu, má rozlohu 7,87 km², na východ od vsi.
- Rozhledna Krokų lanka (Krokų lankos apžvalgos bokštelis) je nízká dřevěná rozhledna u jezera Krokų Lanka.
- Z části vsi na pravém břehu Minije vede cesta severozápadním směrem do Bložiai, dále obloukem zpět do Ventė, která se nachází na jihozápad od vsi za zátokou Kurského zálivu jménem Kniaupų įlanka.
- Uostadvaris je dosažitelný vodní cestou, je na jih – za Atmatou.
- Z části vsi na levém břehu Minije vede prašná cesta severním směrem obloukem kolem laguny Krokų Lanka do vsi Rūgaliai. Odtud rozcestí: na západ přes most (nevšední panoráma) před řeku Minija a tentýž přes rybník "Kintų tvenkinys" (rozloha 6 km²) do Kintů nebo Ventė; nebo na východ do Šilutė.
- Purvalankis je blízký potok a přístav.

## Historie
Původní, starý název byl Minė; o tom svědčí nápisy na náhrobcích na hřbitově ve Ventė. Byla založena při ústí řeky Minija do Kurského zálivu, ale během času vlivem přibývajících nánosů jak z Minije, tak ramene Němenu Atmaty se plocha souše zvětšovala a ves Minija se ocitla opodál od jejího ústí a stala se ze vsi přímořské vsí vnitrozemní. Je zmiňována od roku 1540. Tehdy v ní bydlelo 11 příjemců činže, a dvě privilegované německé rodiny. Přibývalo obyvatel – imigrantů – Žemaitů z Velkoknížectví Litevského a Němců z knížectví Pruského. Od roku 1601 sloužila krčma, od roku 1736 je zde základní škola. Roku 1802 Gottfried Gerschke založil manufakturu na plachty a později i na čluny. V polovině 19. století zde bylo 76 usedlostí. Od roku 1850 zde byla pošta a lékárna. Byly zde prodávány litevské knihy. Koncem 19. století bylo prokopáno vyústění řeky do Atmaty, byla vydlážděna kamenná cesta do Kintů. Obyvatelé se živili rybářstvím, lučním hospodářstvím, sklízeli a prodávali rákos na pokývání střech. Ves nikdy neměla ulice, veškeré spojení probíhalo po vodě. Ves pro časté záplavy nikdy neměla vlastní hřbitov. Zemřelí byli pochováváni v blízké Ventė. Ves od I. světové války pomalu zanikala. Po II. světové válce sem sovětská vláda (většinou násilně) přesunula kolem 20 rodin z Litvy (z Aukštaitije, Dzúkije a Suvalkije).
| 16. století | 1817 | 1860 | 1900 | 1939         | 1941 | 1959 | 1970 | 1979 | 1989 | 2001 | 2008 |
| ----------- | ---- | ---- | ---- | ------------ | ---- | ---- | ---- | ---- | ---- | ---- | ---- |
| 60          | 270  | 406  | 482  | 28 usedlostí | 205  | 96   | 124  | 88   | 34   | 46   | 44   |
|             |      |      |      |              |      |      |      |      |      |      |      |

## Galerie

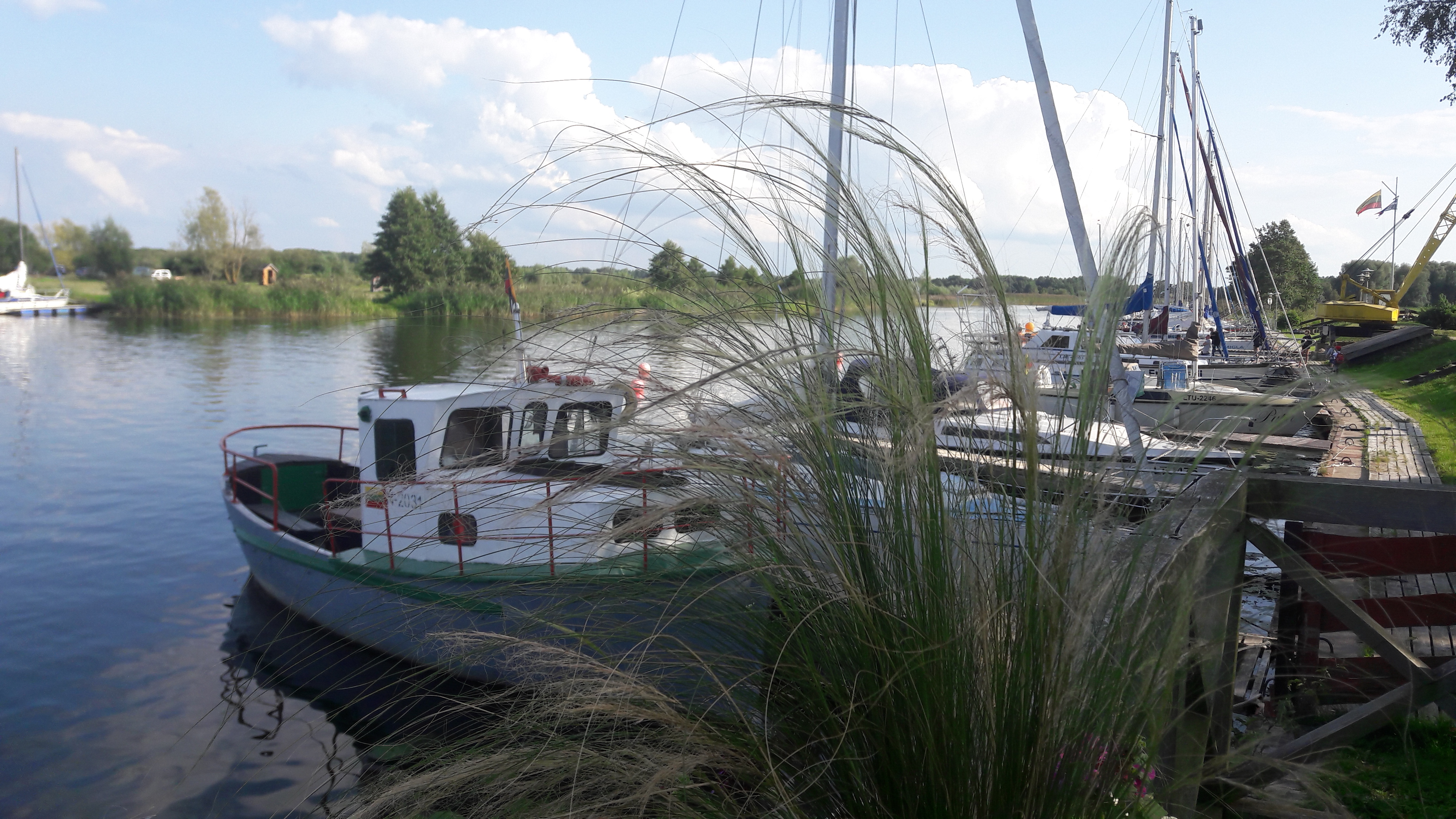
Vesnice Minija v létě 2019
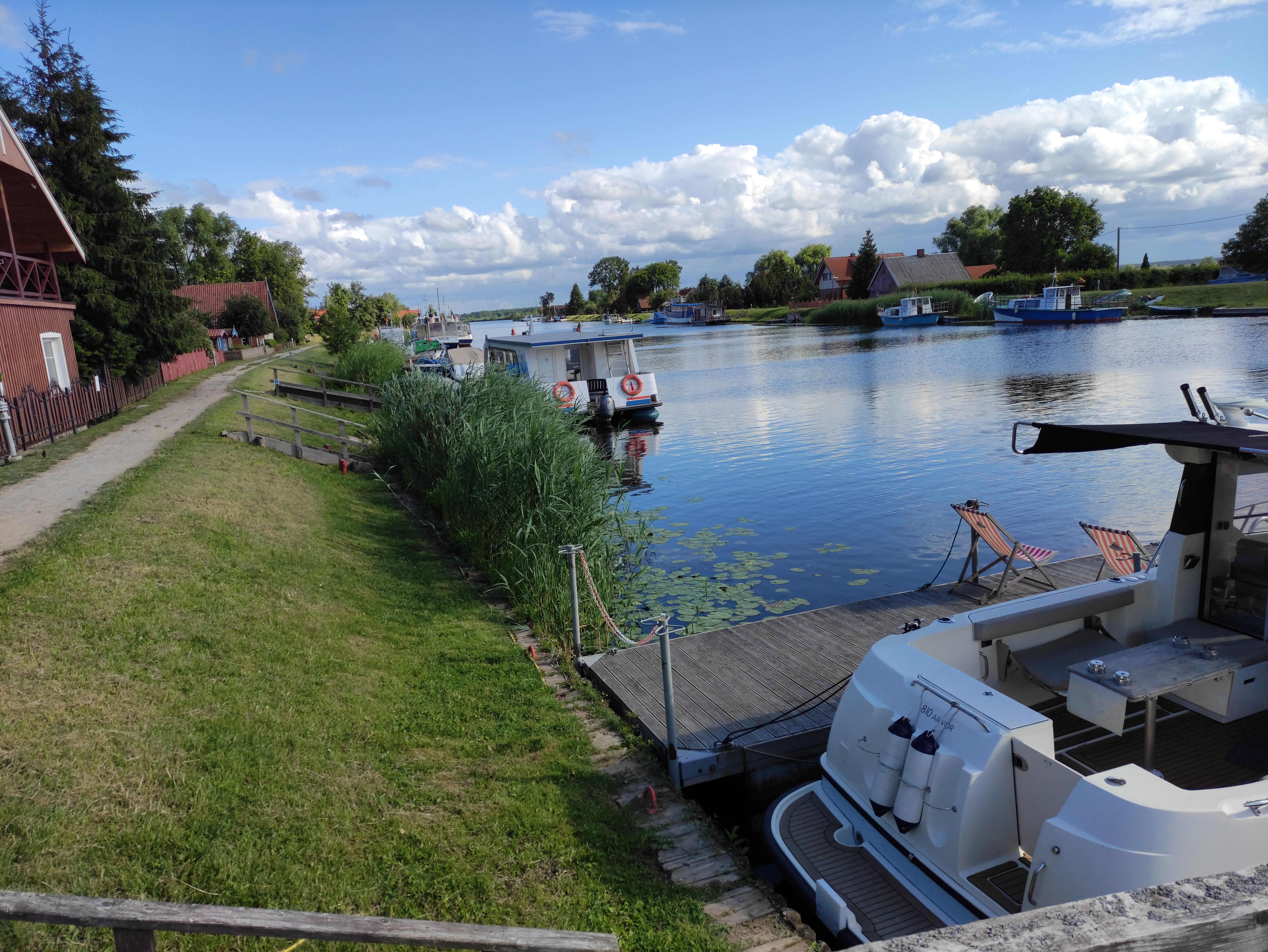
Řeka Minija
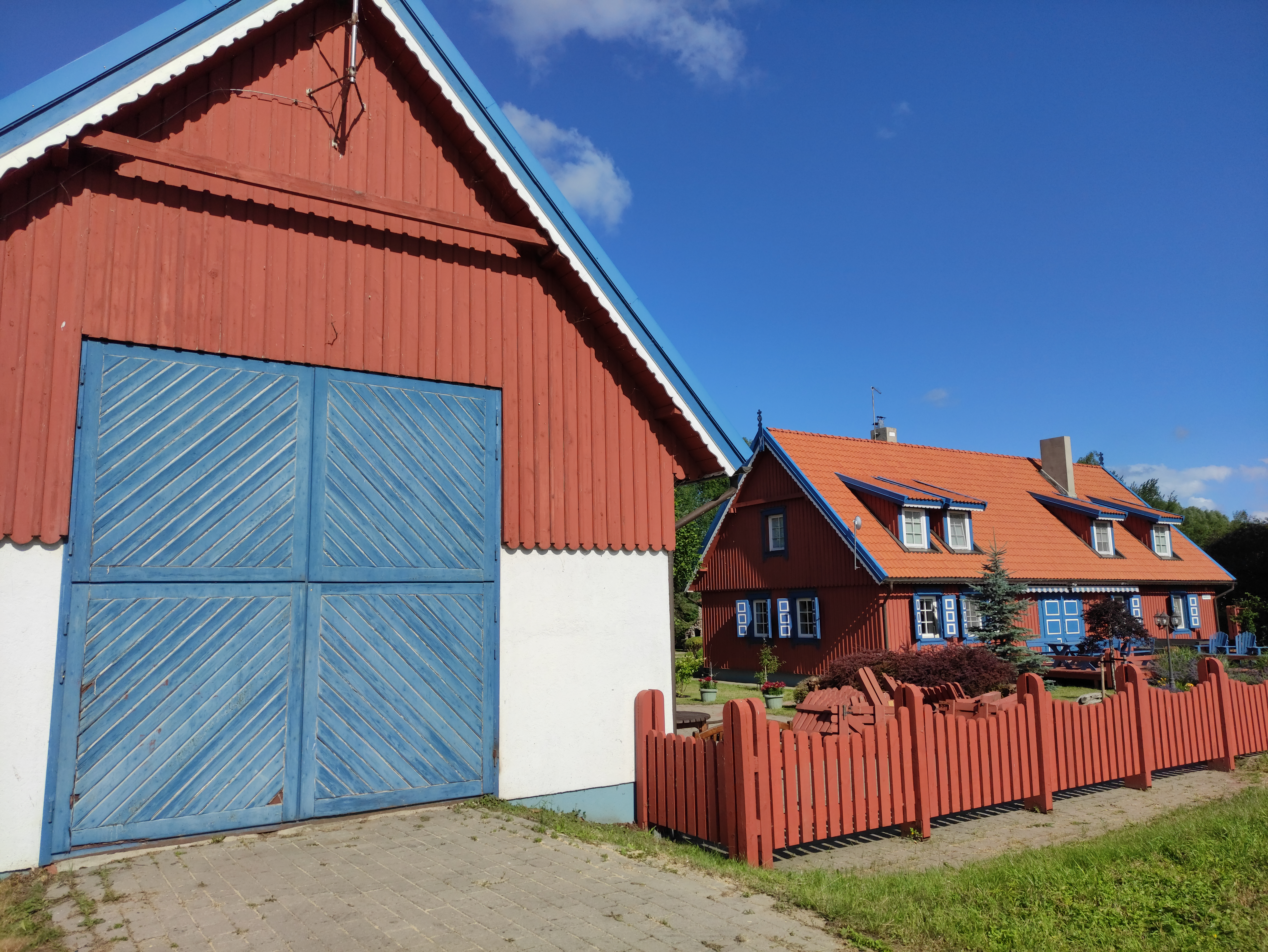
Dům ve vesnici
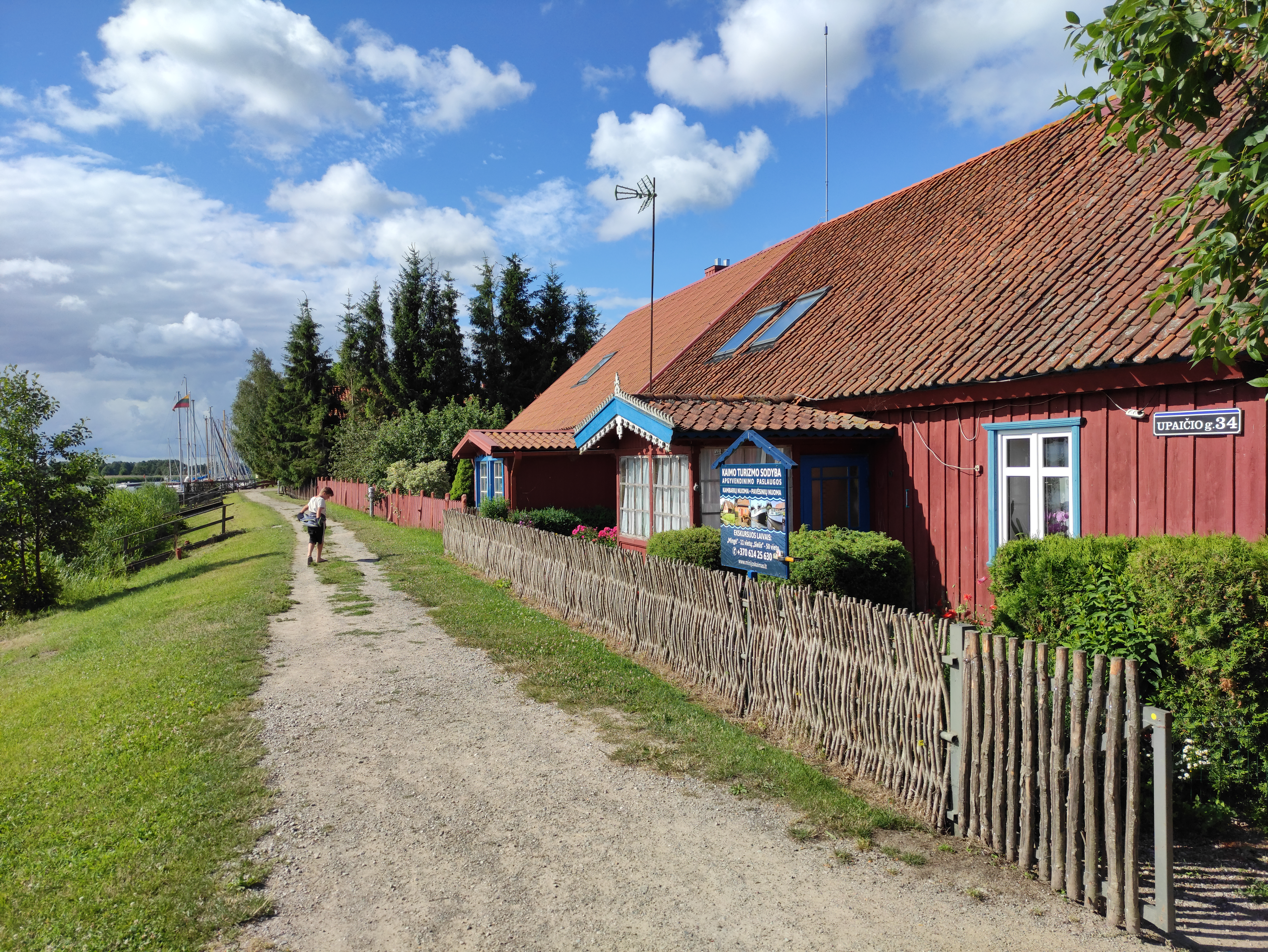
Turistické centrum
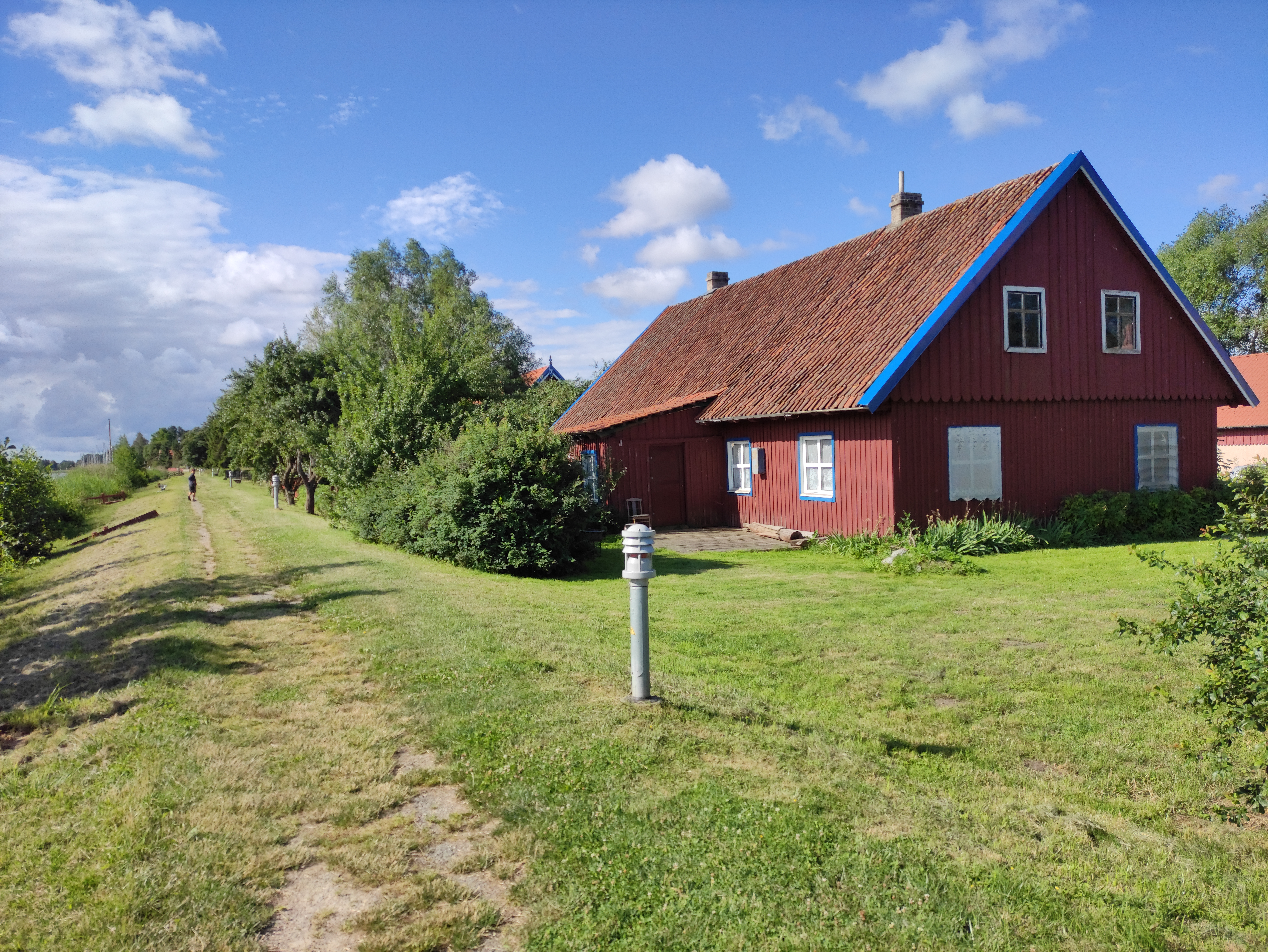
Dům ve vesnici
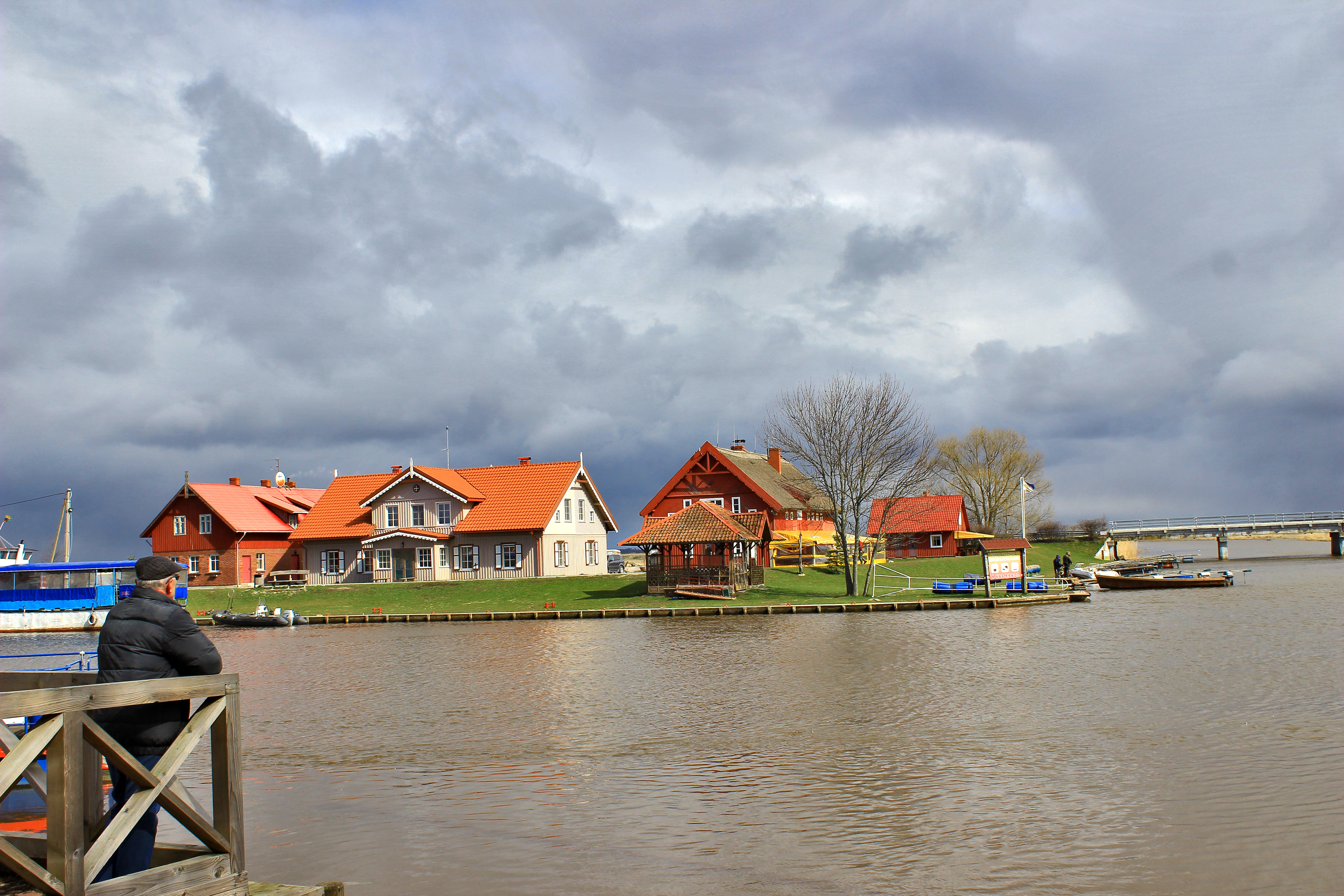
Pohled přes řeku
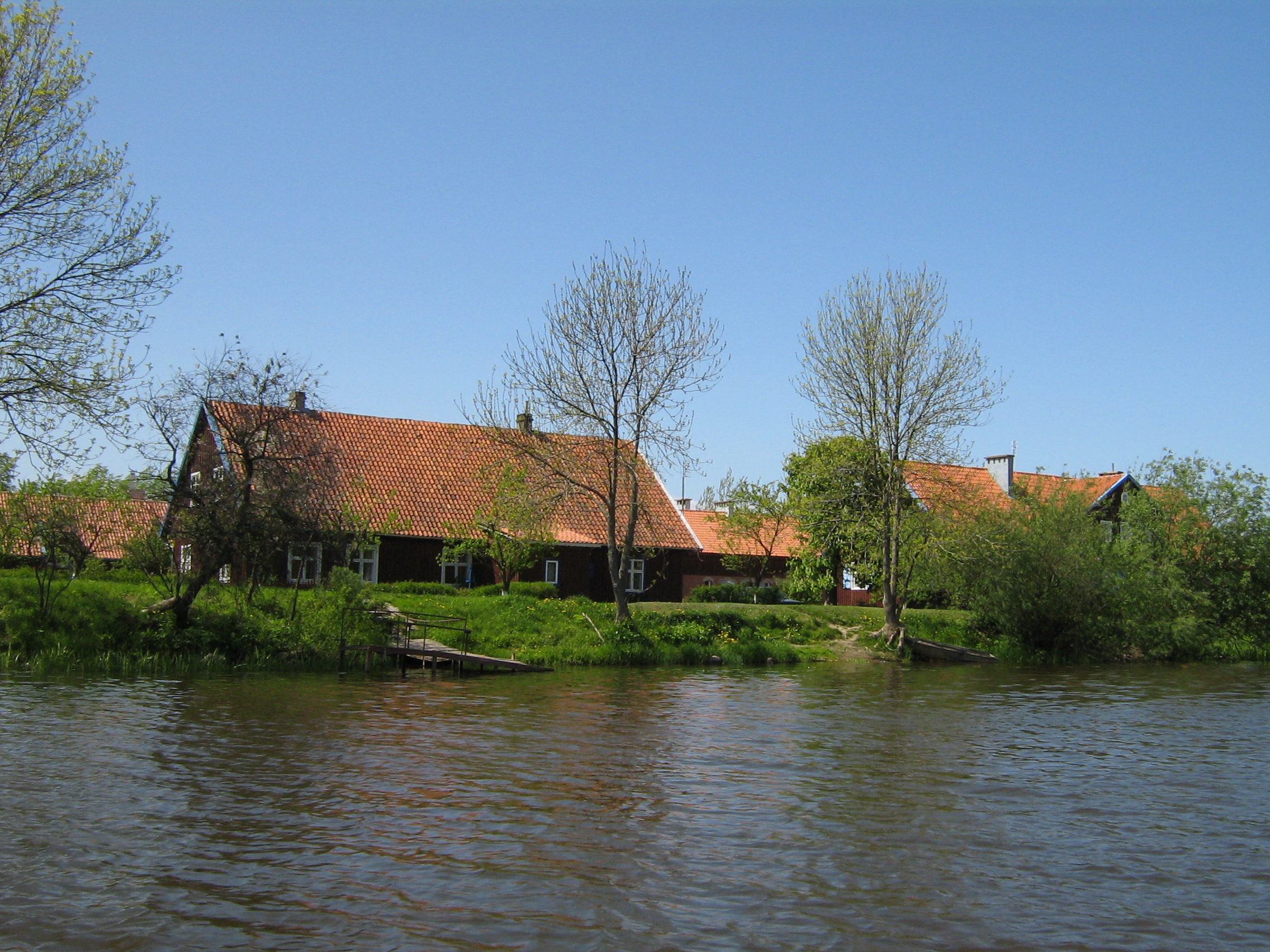
Dům u řeky
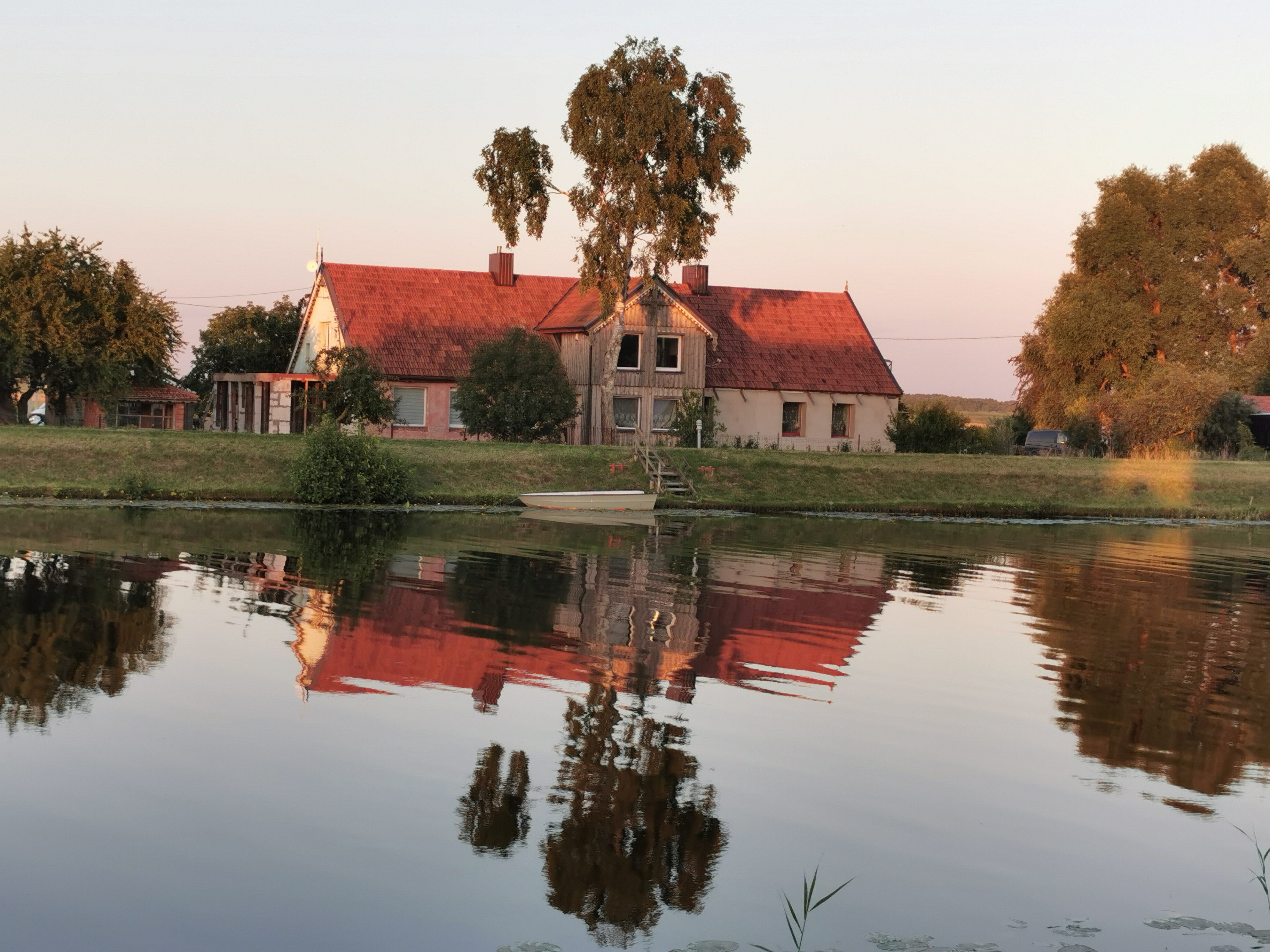
Dům u řeky